# .lb

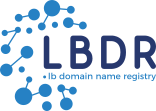
Logo .lb

.lb – domena internetowa przypisana od roku 1993 do Libanu i administrowana przez Lebanese Domain Registry, gdzie siedzibą jego jest Uniwersytet Amerykański w Bejrucie

## Domeny drugiego poziomu
- com.lb - handlowy
- edu.lb - edukacyjna
- gov.lb - rząd
- net.lb - infrastruktura sieciowa
- org.lb - organizacje